# Montori de Rupiá
El Montori de Rupiá es un cono volcánico de la provincia de Gerona, entre los límites de los municipios de Rupiá y Foixá, situándose sobre la capital municipal de Rupiá. El volcán tiene forma elíptica y se eleva de forma cónica. Su cráter está totalmente desaparecido. En la zona de dicho monte, se ha podido encontrar los restos de un antiguo poblado íbero. Pertenece a la Región volcánica de La Garrocha, en la zona del Ampurdán.